# 博馬國家公園
博馬國家公園（Boma National Park）是南蘇丹東南部的自然保護區，位於瓊萊省境內，毗鄰埃塞俄比亞，成立於1986年，海拔420至1,100米，佔地22,800平方公里，是白耳赤羚的重要棲息地，其他野生動物有非洲水牛、非洲象、豹、長頸鹿、平原斑馬、大羚羊、獵豹。
1. ↑  Openstreetmap contributors
2. Openstreetmap contributors